# Herbert Marcuse
 Der er for få eller ingen kildehenvisninger i denne artikel, hvilket er et problem. Du kan hjælpe ved at angive troværdige kilder til de påstande, som fremføres i artiklen.

Herbert Marcuse (født 19. juli 1898 i Berlin, død 29. juli 1979) var en tysk-amerikansk filosof og sociolog, som tilhørte Frankfurterskolen. Hans bog Det endimensionelle menneske (tysk: Der eindimensionale Mensch) fra 1964 spillede en stor rolle, såvel i Europa som i USA, i 1960'ernes ungdomsoprør.
Marcuse argumenterer i Det endimensionelle menneske for, at det moderne menneske er undertrykt af falske behov skabt af kapitalismen, og at et (voldeligt) mindretal må gøre oprør for at frigøre menneskeheden fra de falske behov.